# Љиљана Копривица Ђуричић
Љиљана Копривица Ђуричић (Београд, 17. јул 1950) српска лекарка и књижевница.

## Биографија
Примаријус доктор Љиљана Копривица Ђуричић је специјалиста опште медицине и специјалиста социјалне психотерапије.
Током обављања лекарског позива објавила је више десетина научно истраживачких радова у стручним часописима, са којима је учествовала на стручним конференцијама и конгресима.
У Српском лекарском друштву била је члан Одбора за стручно усавршавање.  Радни век је завршила као председник Лекарске комисије.
Писањем песама и прича бави се од основне школе.
Током школовања у гимназији била је уредник школског листа „Орфеј“.

## Лекар и писац
Члан је  Удружења лекара писаца "Видар", Удружења писаца "Поета" и Удружења књижевника "Зенит" из  Подгорице.
Песме и приче су јој објављиване у многобројним домаћим и међународним зборницима, антологијама и часописима.
За своје радове добијала је награде и похвале.
Прву у низу књижевних награда освојила је на Државном такмичењу ученика шестог разреда основних школа, за најбољу причу о Дану Републике.
Осим лекарског позива и списатељства, посвећена је фитотерапеуткиња и сликарка.
Мајка је троје деце.
Живи и ради у Београду.

## Дела
- ПЛЕС ЉУБАВИ – (песме), Београд: Удружење писаца "Поета", 2019;
- ВЕТАР У КОСИ - (песме), Београд: Удружење лекара писаца "Поета", 2020;
- ОД ЧЕГА РАСТЕ ДЕТЕ - (песме за децу), Београд: Удружење лекара писаца  "Видар", 2021;
- КУТИЈА ПРИЧАЛИЦА - (приче за децу), Београд: Удружење лекара писаца  "Видар", 2021;
- СТОПАЛА ВЛАЖНА ОД ПЕСКА -  (приче), Београд: Удружење лекара писаца "Видар", 2022;
- СУНЦЕ И ЛЕД, БИБЕР И МЕД -  (песме), Београд: Удружење књижевника Србије, 2024.